# Hjedding Mejerimuseum
Hjedding Mejerimuseum ligger lidt syd for Ølgod i Sydvestjylland. Det hører under Museet for Varde By og Omegn. Ved indvielsen af mejeriet d. 10. juni 1882 var det verdens første andelsmejeri.
Udformningen af mejeriets vedtægter blev grundstammen i mange andre andelsforetagender, og gårdejernes ide fik vidtrækkende konsekvenser for dansk landbrug.
Her startede andelsbevægelsen, der siden fik stor betydning for landbruget.
Hjedding Andelsmejeri fremstår, som da det blev taget i brug og viser i al sin enkelthed, hvorledes den lille, originale Maglekilde-centrifuge og smørkernen, begge drevet af en dampmaskine, revolutionerede dansk mejeridrift.
Maglekilde-centrifugen blev opfundet af værkfører L. C. Nielsen ansat på Maglekilde Maskinfabrik. 
2007 blev Hjedding Andelsmejeri udpeget som nationalt industriminde af Kulturarvstyrelsen.